# Кребс, Эмиль
Э́миль Кребс (нем. Emil Krebs; 15 ноября 1867, Фрайбург-в-Силезии — 31 марта 1930, Берлин) — немецкий переводчик, полиглот, дипломат.

## Биография
Сын плотника Готтлоба Кребса (нем. Gottlob Krebs) и его жены Паулины Шольц (нем. Pauline Scholz). В 1870 году семья переехала в Эсдорф (ныне Опочка), где Эмиль поступил в начальную школу. Когда ему было 7 лет, он нашёл газету, написанную на неизвестном для него языке. Школьный учитель сказал, что газета написана на французском языке. Ради шутки учитель дал Эмилю французско-немецкий словарь, который Кребс смог выучить за несколько месяцев.
С 1878 по 1880 год учился во фрайбургском реальном училище, а с 1880 по 1887 год — в гимназии в Швейднице. Учебный план подразумевал возможность выбора для изучения одного из языков: французского, древнегреческого, латинского или иврита, но Эмиль выбрал все четыре, а в дополнение к ним смог выучить английский, арабский, испанский, итальянский, новогреческий, польский, русский и турецкий. К моменту окончания школы в 1887 году он знал уже 12 языков. По окончании гимназии Эмиль поступил на юридический факультет Берлинского университета и окончил его всего через 6 семестров, попутно успев выучить китайский язык.
Недолго проработав в качестве клерка, Эмиль Кребс смог устроиться на работу в Министерство иностранных дел и в 1893 году отправился в качестве переводчика в посольство Германии в Пекине. Во время пребывания в Китае Кребс продолжал изучать иностранные языки. Местные жители его называли «ходячим словарём». К 1912 году Кребс подтвердил, что знает на очень хорошем уровне 32 языка. Знание, помимо китайского, других восточных языков (маньчжурского, монгольского и тибетского) позволило ему получить должность старшего переводчика при посольстве. Работавший вместе с ним в посольстве в Пекине Отто фон Хентиг писал впоследствии об Эмиле Кребсе в своей книге Моя жизнь — это миссия как о «феномене» и «знаменитом полиглоте».
В 1917 году, после вступления Китая в Первую мировую войну на стороне Антанты и его разрыва дипломатических отношений с Германией, Кребс вернулся в Берлин и вплоть до своей смерти в 1930 году проработал в языковой службе Министерства иностранных дел. Все работники Министерства иностранных дел получали надбавку к зарплате за каждый язык, на котором они могли говорить. Кребсу отказались платить эти надбавки, так как такое количество языков, которыми он владел, сделало бы его миллионером, и это слишком дорого обходилось бы государству. Руководитель службы однажды сказал, что Кребс заменяет им 30 дополнительных работников.
Эмиль Кребс умер 31 марта 1930 года из-за инсульта. За всю свою жизнь он сумел выучить 68 языков на разговорном уровне, а также имел базовые знания ещё около 50 языков. Похоронен на кладбище Зюдвест-Фридхоф в Берлине.

## Наследие
Опись личной библиотеки Кребса, хранящейся в Библиотеке Конгресса в США, состоит из 3013 единиц хранения, включая 5700 газет и книг из примерно 1,1 млн страниц на 120 языках. Исследование литературы и заметок самого Кребса показывает, что он владел практически всеми языками современного Европейского Союза и многими другими.
Список языков, которыми владел Эмиль Кребс, примерно таков: айнский, азербайджанский, албанский, английский, арабский, арамейский, армянский, «афганский» (вероятно, пушту или дари), баскский (включая бискайский, гипузкоанский, лабурдийский и наваррский диалекты), бирманский, болгарский, бурятский, вавилонский, венгерский, голландский, грузинский, гуджарати, датский, древнегреческий, древнеегипетский, иврит, ирландский, испанский, итальянский, каталонский, китайский, коптский, корейский, латинский, литовский, малайский, маньчжурский, монгольский, немецкий, нивхский, новогреческий, норвежский, персидский, польский, португальский, румынский, русский, санскрит, сербский, сингальский, сирийский, суахили, тайский, татарский, тибетский, турецкий, узбекский, украинский, урду, финский, французский, хинди, хорватский, чешский, шведский, клинописный шумерский, эстонский, яванский и японский языки.
Его записи и учебники показывают, что часть языков Кребс учил через свой родной немецкий, но часть через выученные ранее иностранные языки. Например, «афганский», бирманский, гуджарати, ирландский, сингальский, урду и хинди он выучил через английский, бурятский, татарский, украинский и финский — через русский, баскский — через испанский. В качестве «второго» при изучении новых языков, помимо своего родного немецкого, Эмиль Кребс пользовался английским, арабским, испанским, итальянским, китайским, латинским, русским, турецким и французским. Также ему помогал Новый завет в переводе на 61 язык.

## Работы
В 1919 году Кребс составил Государственный договор для вновь сформированного правительства Югославии.

## Исследование мозга Кребса
Его мозг был извлечён неврологом Оскаром Фогтом и по сей день хранится в Институте исследования мозга имени С. и О. Фогтов Дюссельдорфского университета им. Генриха Гейне. В клеточной структуре области Брока (участок коры головного мозга, ответственный за речевую деятельность) исследователи обнаружили значительные отличия от таковой у обычных людей. Также в мозге присутствует значительно большее количество белого вещества в теменной доле, особенно в левом полушарии.

## Статьи
- Об Эмиле Кребсе на сайте Министерства иностранных дел ФРГ:

- Emil Krebs. Der Mann, der „in 45 Sprachen schwieg.“
- Interview mit seiner Frau Amanda Heyne, Tochter des Geheimen Justizrates Glasewald aus Magdeburg.
- Emil Krebs - Ein Genie im Sprachendienst des Auswärtigen Amts.
- Sprachgenie Emil Krebs.
- Emil Krebs - Die Sprachenvielfalt in der EU wäre kein Problem für ihn.

- Krebs, Emil (1867 – 1930), Dolmetscher in Peking und Tsingtau – Das “Sprachwunder” // Tsingtau.org. Geschichte der Deutschen in Ostasien – 1898 bis 1946.
- “Er ersetzt uns 30 Außenmitarbeiter” – Buch über Sprachgenie Emil Krebs // UEPO.de.
- Buch für ein Sprachgenie – Einladung für uns // Lenné-Überflieger
- Maria Palichleb. Emil Krebs w szponach komercji i marketingu. // Świebodzice - Dzieje Miasta. — Numer 6 (211) czerwiec 2015. — s. 7.